# Жамбил (Костанайський район)
Жамби́л (каз. Жамбыл) — село у складі Костанайського району Костанайської області Казахстану. Адміністративний центр Жамбильського сільського округу.
Населення — 2302 особи (2021; 1912 у 2009, 1808 у 1999, 1941 у 1989).